# Copa Libertadores 1970
Navigation
Édition précédente Édition suivante
La Copa Libertadores 1970 est la 11e édition de la Copa Libertadores. Le club vainqueur de la compétition est désigné champion d'Amérique du Sud 1970 et se qualifie pour la Coupe intercontinentale 1970.
C'est le double tenant du titre, le club d'Estudiantes de La Plata qui est à nouveau sacré cette saison, après avoir battu la formation uruguayenne du Club Atlético Peñarol en finale. Estudiantes devient le premier tricampeon, la première formation à remporter trois Copa Libertadores consécutives. C'est également le sixième trophée pour le football argentin. Le Peñarol subit son troisième échec en finale en huit ans. Son attaquant Franscisco Bertocchi reçoit le titre de meilleur buteur avec neuf réalisations. À noter lors du premier tour, les deux victoires record de River Plate et du Club Atlético Peñarol respectivement face à l'Universitario La Paz (9-0) et face au Valencia FC (11-2).
Cette édition est marquée par l'absence une nouvelle fois des clubs brésiliens. La fédération brésilienne continue de désapprouver le choix de la CONMEBOL de faire participer les vice-champions nationaux et choisit donc de n'engager aucune équipe.
Les poules du premier tour comptent quatre à six équipes, qui s'affrontent deux fois, à domicile et à l'extérieur et les deux premiers poursuivent la compétition. Le deuxième tour regroupe les huit qualifiés, répartis en trois poules et dont seul le premier accède aux demi-finales. Les demi-finales voient l'entrée en lice du tenant du titre et sont jouées en match aller-retour avec une rencontre d'appui éventuelle. En cas d'égalité après le match d'appui, c'est la différence de buts qui sert de critère pour désigner le vainqueur.

## Clubs participants
- Estudiantes de La Plata - Tenant du titre
- Club Atlético Boca Juniors - Champion d'Argentine 1969
- Club Atlético River Plate - Vice-champion d'Argentine 1969
- Universitario La Paz - Vainqueur de la Copa Simón Bolivar 1969
- Club Bolívar - Finaliste de la Copa Simón Bolivar 1969
- Aucun
- CF Universidad de Chile - Champion du Chili 1969
- Club Social de Deportes Rangers - Vice-champion du Chili 1969
- Asociación Deportivo Cali - Champion de Colombie 1969
- América de Cali - Vice-champion de Colombie 1969
- LDU Quito - Champion d'Équateur 1969
- Club Deportivo América - Vice-champion d'Équateur 1969
- Club Guaraní - Champion du Paraguay 1969
- Club Olimpia - Vice-champion du Paraguay 1969
- Club Universitario de Deportes - Champion du Pérou 1969
- Defensor Arica - Vice-champion du Pérou 1969
- Club Nacional de Football - Champion d'Uruguay 1969
- Club Atlético Peñarol - Vice-champion d'Uruguay 1969
- Deportivo Galicia - Champion du Venezuela 1969
- Valencia Fútbol Club - Vice-champion du Venezuela 1969

## Compétition

### Premier tour
| Rang | Équipe                     | Pts | J | G | N | P | Bp | Bc | Diff |  | Résultats (▼ dom., ► ext.) | Boc | RPl | Bol | Uni |
| ---- | -------------------------- | --- | - | - | - | - | -- | -- | ---- |  | -------------------------- | --- | --- | --- | --- |
| 1    | Club Atlético Boca Juniors | 11  | 6 | 5 | 1 | 0 | 14 | 4  | +10  |  | Club Atlético Boca Juniors |     | 2-1 | 2-0 | 4-0 |
| 2    | Club Atlético River Plate  | 7   | 6 | 3 | 1 | 2 | 15 | 6  | +9   |  | Club Atlético River Plate  | 1-3 |     | 1-0 | 9-0 |
| 3    | Club Bolívar               | 4   | 6 | 1 | 2 | 3 | 7  | 9  | -2   |  | Club Bolívar               | 2-3 | 1-1 |     | 2-0 |
| 4    | Universitario de La Paz    | 2   | 6 | 0 | 2 | 4 | 2  | 19 | -17  |  | Universitario de La Paz    | 0-0 | 0-2 | 2-2 |     |

| Rang | Équipe                    | Pts | J | G | N | P | Bp | Bc | Diff |  | Résultats (▼ dom., ► ext.) | Nac | Peñ | Val  | Gal |
| ---- | ------------------------- | --- | - | - | - | - | -- | -- | ---- |  | -------------------------- | --- | --- | ---- | --- |
| 1    | Club Nacional de Football | 10  | 6 | 4 | 2 | 0 | 13 | 3  | +10  |  | Club Nacional de Football  |     | 1-1 | 1-0  | 2-0 |
| 2    | Club Atlético Peñarol     | 9   | 6 | 3 | 3 | 0 | 17 | 4  | +13  |  | Club Atlético Peñarol      | 0-0 |     | 11-2 | 4-1 |
| 3    | Valencia Fútbol Club      | 5   | 6 | 2 | 1 | 3 | 9  | 18 | -9   |  | Valencia Fútbol Club       | 2-5 | 0-0 |      | 3-1 |
| 4    | Deportivo Galicia         | 0   | 6 | 0 | 0 | 6 | 2  | 16 | -14  |  | Deportivo Galicia          | 0-4 | 0-1 | 0-2  |     |

| Rang | Équipe                          | Pts | J  | G | N | P | Bp | Bc | Diff |  | Résultats (▼ dom., ► ext.)      | Gua | Uni | Oli | DCa | Amé | Ran |
| ---- | ------------------------------- | --- | -- | - | - | - | -- | -- | ---- |  | ------------------------------- | --- | --- | --- | --- | --- | --- |
| 1    | Club Guaraní                    | 15  | 10 | 5 | 5 | 0 | 12 | 4  | +8   |  | Club Guaraní                    |     | 1-0 | 1-0 | 1-1 | 4-1 | 2-0 |
| 2    | CF Universidad de Chile         | 13  | 10 | 5 | 3 | 2 | 19 | 11 | +8   |  | CF Universidad de Chile         | 0-0 |     | 2-1 | 3-1 | 2-1 | 2-1 |
| 3    | Club Olimpia                    | 12  | 10 | 4 | 4 | 2 | 19 | 11 | +8   |  | Club Olimpia                    | 0-0 | 1-1 |     | 5-1 | 1-0 | 5-1 |
| 4    | Asociación Deportivo Cali       | 12  | 10 | 5 | 2 | 3 | 18 | 16 | +2   |  | Asociación Deportivo Cali       | 0-0 | 2-0 | 0-1 |     | 4-2 | 3-2 |
| 5    | América de Cali                 | 5   | 10 | 1 | 3 | 6 | 12 | 22 | -10  |  | América de Cali                 | 2-2 | 2-2 | 1-1 | 2-4 |     | 1-0 |
| 6    | Club Social de Deportes Rangers | 3   | 10 | 1 | 1 | 8 | 11 | 27 | -16  |  | Club Social de Deportes Rangers | 0-1 | 1-7 | 4-4 | 0-2 | 2-1 |     |

| Rang | Équipe                         | Pts | J | G | N | P | Bp | Bc | Diff |  | Résultats (▼ dom., ► ext.)     | Uni | LDU | Def | Amé |
| ---- | ------------------------------ | --- | - | - | - | - | -- | -- | ---- |  | ------------------------------ | --- | --- | --- | --- |
| 1    | Club Universitario de Deportes | 9   | 6 | 4 | 1 | 1 | 1  | 4  | -3   |  | Club Universitario de Deportes |     | 3-0 | 2-1 | 3-0 |
| 2    | LDU Quito                      | 7   | 6 | 3 | 1 | 2 | 10 | 6  | +4   |  | LDU Quito                      | 2-0 |     | 1-2 | 4-1 |
| 3    | Defensor Arica                 | 5   | 6 | 1 | 3 | 2 | 5  | 6  | -1   |  | Defensor Arica                 | 1-1 | 0-0 |     | 0-1 |
| 4    | Club Deportivo América         | 3   | 6 | 1 | 1 | 4 | 4  | 14 | -10  |  | Club Deportivo América         | 0-3 | 1-3 | 1-1 |     |

### Deuxième tour
| Rang | Équipe                         | Pts | J | G | N | P | Bp | Bc | Diff |  | Résultats (▼ dom., ► ext.)     | RPl | Boc | Uni |
| ---- | ------------------------------ | --- | - | - | - | - | -- | -- | ---- |  | ------------------------------ | --- | --- | --- |
| 1    | Club Atlético River Plate      | 7   | 4 | 3 | 1 | 0 | 9  | 5  | +4   |  | Club Atlético River Plate      |     | 1-0 | 5-3 |
| 2    | Club Atlético Boca Juniors     | 5   | 4 | 2 | 1 | 1 | 5  | 3  | +2   |  | Club Atlético Boca Juniors     | 1-1 |     | 1-0 |
| 3    | Club Universitario de Deportes | 0   | 4 | 0 | 0 | 4 | 5  | 11 | -6   |  | Club Universitario de Deportes | 1-2 | 1-3 |     |

| Rang | Équipe                | Pts | J | G | N | P | Bp | Bc | Diff |  | Résultats (▼ dom., ► ext.) | Peñ | Gua | LDU |
| ---- | --------------------- | --- | - | - | - | - | -- | -- | ---- |  | -------------------------- | --- | --- | --- |
| 1    | Club Atlético Peñarol | 6   | 4 | 3 | 0 | 1 | 6  | 4  | +2   |  | Club Atlético Peñarol      |     | 1-0 | 2-1 |
| 2    | Club Guaraní          | 3   | 4 | 1 | 1 | 2 | 3  | 3  | 0    |  | Club Guaraní               | 2-0 |     | 1-1 |
| 3    | LDU Quito             | 3   | 4 | 1 | 1 | 2 | 4  | 6  | -2   |  | LDU Quito                  | 1-3 | 1-0 |     |

| Équipe 1                | Résultat | Équipe 2                  | Aller | Retour | Appui |
| ----------------------- | -------- | ------------------------- | ----- | ------ | ----- |
| CF Universidad de Chile | 5 - 3    | Club Nacional de Football | 3 - 0 | 0 - 2  | 2 - 1 |

### Demi-finales
| Équipe 1                  | Résultat | Équipe 2                   | Aller | Retour | Appui |
| ------------------------- | -------- | -------------------------- | ----- | ------ | ----- |
| CF Universidad de Chile   | 3 - 4    | Club Atlético Peñarol      | 1 - 0 | 0 - 2  | 2 - 2 |
| Club Atlético River Plate | 0 - 1    | Estudiantes de La Plata'T' | 0 - 1 | 1 - 3  | -     |

### Finale
| 21 mai 1970 | Estudiantes de La Plata | 1 – 0 | Club Atlético Peñarol | Estadio Jorge Luis Hirschi, La Plata           |                                                |
|             | Togneri 87e             |       |                       | Spectateurs : 30 000 Arbitrage : Carlos Robles | Spectateurs : 30 000 Arbitrage : Carlos Robles |

| 27 mai 1970 | Club Atlético Peñarol | 0 – 0 | Estudiantes de La Plata | Stade Centenario, Montevideo                        |
|             |                       |       |                         | Spectateurs : 60 000 Arbitrage : José Dimas Larrosa |

| Vainqueur de la Copa Libertadores 1970  |
| --------------------------------------- |
| Estudiantes de La Plata Troisième titre |